# Weng Yangning
Weng Yangning (30 novembre 2006) è una saltatrice con gli sci cinese.

## Biografia
Attiva dal settembre del 2023, Weng Yangning ha esordito in Coppa del Mondo il 24 febbraio 2024 a Hinzenbach (38ª) e ai  Campionati mondiali a Trondheim 2025, dove si è classificata 36ª nel trampolino normale, 34ª nel trampolino lungo, 8ª nella gara a squadre e 12ª nella gara a squadre mista; non ha preso parte a rassegne olimpiche.

## Palmarès

### Coppa del Mondo
- Miglior piazzamento in classifica generale: 46ª nel 2025